# Transbaïkal (cheval)
Pour les articles homonymes, voir Transbaïkal.
Le Transbaïkal (russe : Zabaïkalskaïa) est une race de chevaux russe, originaire comme son nom l'indique de la Transbaïkalie. Ce cheval compact est parfois confondu avec la race voisine du Bouriate. 

## Histoire
L'encyclopédie de Bonnie Lou Hendricks (2007) et celle de CAB International (2016) classent cette race avec le Bouriate. En revanche, la base de données DAD-IS (2018) et le guide Delachaux (2014) lui accordent une section à part, bien que DAD-IS signale aussi les noms Transbaikal et Zabaikal'skaya comme des équivalents pour désigner le Bouriate.
Sous l'empire russe, cette race est bien connue des Cosaques locaux, sous le nom de « TransBaïkal » ; le nom et les marques de chaque cheval utilisé par les Cosaques sont décrits dans des documents.

## Description
Il présente nettement le type du cheval mongol, et est très proche du Bouriate.
Le guide Delachaux indique une fourchette de taille de 1,35 m à 1,40 m. C'est un cheval de modèle compact, doté d'une grande tête au profil rectiligne et au front large. L'encolure est courte et épaisse, le garrot peu sorti. La croupe est très musclée, les jambes sont courtes. Le poil souvent bouclé prend une grande épaisseur l'hiver.
La couleur de robe est très variable, incluant le gris, le bai, l'alezan, les robes avec gène Dun, les robes pie et tachetées. D'après le guide Delachaux, les marques primitives sur la robe sont communes, et il y a parfois présence d'une marque primitive sur l'épaule, tout comme chez d'autres races primitives, telles que le cheval mongol.

## Utilisations
Il fait une bonne monture pour les jeunes cavaliers, et peut être monté pour les loisirs ou en randonnée.

## Diffusion de l'élevage

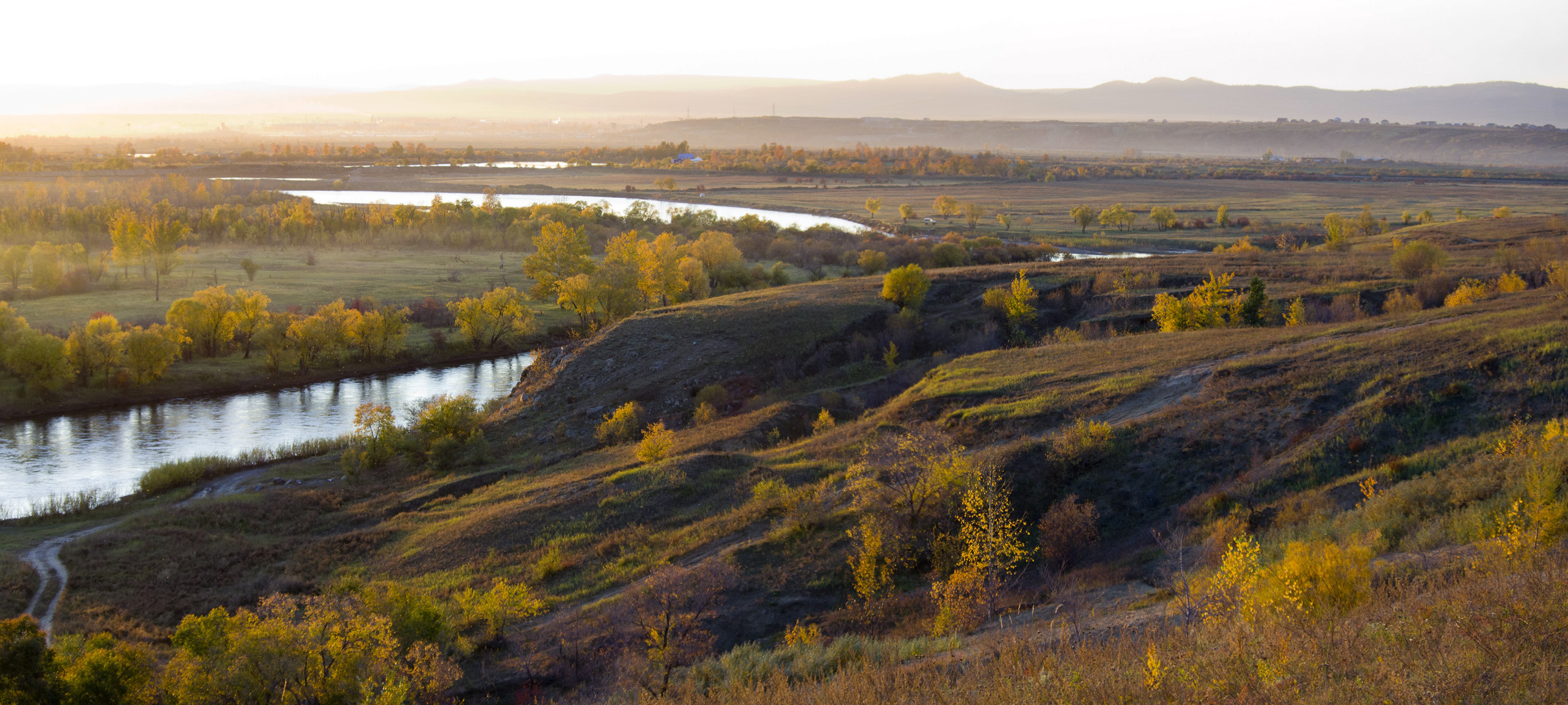
Biotope du kraï de Transbaïkalie.

La race provient de la Transbaïkalie, une région transfrontière partagée entre la Mongolie et la Russie.
Le Zabaïkalskaïa est classé par DAD-IS (2018) comme race locale russe. Les données de population les plus récentes, datées de 2003, indiquent un effectif de 2 390 têtes, bien que la fiabilité de ce recensement soit inconnue. L'étude menée par l'Université d'Uppsala, publiée en août 2010 pour la FAO, signale le Zabaykalskaya comme race de chevaux locale européenne qui n'est pas menacée d'extinction. 
Le guide Delachaux indique un effectif de moins de 300 individus (2014)